# Ilex jinyunensis
Ilex jinyunensis är en järneksväxtart som beskrevs av Z. M. Tan. Ilex jinyunensis ingår i släktet järnekar, och familjen järneksväxter. Inga underarter finns listade i Catalogue of Life.